# AFA (automóviles)
El AFA fue un microcoche fabricado en Barcelona desde 1943.
Era un automóvil de verdad, aunque de reducidas dimensiones. Fruto del diseño de Juan Aymerich Casanovas que, ayudado por Jaime Morera Carreró y por Luis Fernández Roca, iniciaron la empresa en 1942. El único prototipo existente fue presentado el 10 de julio de 1944 en la Exposición Automovilística de Villaverde, organizada por la Dirección General de Transportes, dependiente del Ministerio del Ejército en este entonces.
Fue matriculado con el número B-72.107 y, con patente número 159.882, fue registrado en abril de 1943. Parece ser que fue probado satisfactoriamente por los ingenieros del Ministerio de Industria (aunque de poco valió) y por los probadores de la revista Motor Mundial. Como tantas otras iniciativas de aquellos años para modernizar el país, careció de apoyo oficial, lo que, unido a la muerte de Aymerich, puso fin a la historia de este cochecillo que bien pudo llegar a ser el "seiscientos" de los años cuarenta y cincuenta.
Se desconocen las características técnicas del coche; sólo se sabe que se trataba de un descapotable de dos plazas (quizás con otras dos plazas pequeñas atrás), de dos puertas con capota abatible, motor delantero y que, según sus fabricantes, todos sus componentes eran de origen local.
Es posible que este coche sea una evolución del Nacional Rubí, un pequeño microcoche del año 1935 fabricado también por Aymerich.